# 布鲁里省
布鲁里省（Buluri province）是布隆迪17个省份之一。也是最大的一个。包括省会城市布鲁里和坦干依喀湖畔城市鲁蒙盖。面积2465平方公里。2007年估计人口504000人。境内有布鲁里森林自然保护区，残余的非洲山地热带森林，还有鲁蒙盖自然保护区，主要是半落叶植物森林。和基圭纳自然保护区，低地热带森林。
在历史上，布鲁里省在布隆迪以出现大量军事领袖和高端政客而出名。布隆迪独立后连续3任总统都出该省，布隆迪是尼罗河最南部的源头。